# Bidrece Azor
Bidrece Azor (Delmas, 14 de março de 1988) é um futebolista haitiano com cidadania marroquina. Joga no A.C. Fanfulla, clube semi-amador da Itália.